# Chunroides wallabensis
Chunroides wallabensis är en insektsart som beskrevs av Evans 1947. Chunroides wallabensis ingår i släktet Chunroides och familjen dvärgstritar. Inga underarter finns listade i Catalogue of Life.